# Tỷ số khả năng trả lãi
Tỷ số khả năng trả lãi (hay Tỷ số trang trải lãi vay) là một tỷ số tài chính đo lường khả năng sử dụng lợi nhuận thu được từ quá trình kinh doanh để trả lãi các khoản mà công ty đã vay.

## Cách tính
Công thức tính tỷ số khả năng trả lãi như sau:
| Tỷ số khả năng trả lãi = | Lợi nhuận trước thuế và lãi vay |
| Tỷ số khả năng trả lãi = | Chi phí lãi vay                 |

Các số liệu trên có thể lấy từ báo cáo kết quả kinh doanh của công ty.

## Ý nghĩa
Tỷ số trên nếu lớn hơn 1 thì công ty hoàn toàn có khả năng trả lãi vay. Nếu nhỏ hơn 1 thì chứng tỏ hoặc công ty đã vay quá nhiều so với khả năng của mình, hoặc công ty kinh doanh kém đến mức lợi nhuận thu được không đủ trả lãi vay.
Tỷ số khả năng trả lãi chỉ cho biết khả năng trả phần lãi của khoản đi vay, chứ không cho biết khả năng trả cả phần gốc lẫn phần lãi ra sao.